# Aoteatilia substriata

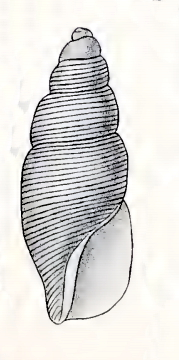
Aoteatilia substriat

Aoteatilia substriata is een slakkensoort uit de familie van de Columbellidae. De wetenschappelijke naam van de soort is voor het eerst geldig gepubliceerd in 1899 door Suter.